# Trận Đak Pơ
Trận Đak Pơ hay còn có tên là trận cây số 15, trận đánh đèo Mang Yang là trận đánh diễn ra tại khu vực cầu Đak Pơ, đèo Mang Yang, An Khê, Gia Lai ngày 24 tháng 6 năm 1954 giữa quân đội Pháp và Quân đội Nhân dân Việt Nam. Đây là trận đánh lớn cuối cùng trong cuộc kháng chiến chống Pháp 1945 – 1954 của Việt Nam và cũng là chiến thắng lớn nhất của Quân đội Nhân dân Việt Nam trên chiến trường Liên khu 5.

## Bối cảnh
Đầu năm 1954, Trung đoàn 96 "Anh Hai Liên khu 5" sau khi cơ động từ Bình Định, Phú Yên lên Bắc Tây Nguyên để vừa tránh đòn tấn công của quân Pháp và các tỉnh đồng bằng khu 5 (Chiến dịch Atlante) đã đứng chân ở phía Nam Kontum. Ngày 17-2-1954, trinh sát trung đoàn báo cáo về sự xuất hiện của một đơn vị quân Pháp mới cơ động đến Đắc Đoa, chưa có hầm hào và các công trình phòng ngự. Toàn bộ sĩ quan và binh lính Pháp đều ở trong các lều bạt dựng trên mặt đất. Trung đoàn trưởng Trung đoàn 96 Nguyễn Minh Châu và toàn Ban tham mưu trung đoàn quyết định đánh một trận tập kích mở màn trên chiến trường mới sau nhiều ngày luồn càn.
Ban chỉ huy trung đoàn quyết định sử dụng Tiểu đoàn 40 được tăng cường một đại đội hỏa lực súng cối, DKZ, ĐKB để tập kích cụm quân Pháp. 11h đêm 19-2-1954, Tiểu đoàn 40 tập kích hỏa lực vào cụm quân Pháp. Sau trận pháo kích ngắn, bộ binh Việt Minh xông vào giữa cụm quân Pháp và dùng hỏa lực bắn vào lính Pháp đang chạy hỗn loạn sau khi giật mình tỉnh ngủ. Trận đánh chỉ diễn ra trong vòng 20 phút. Trung đoàn trưởng Nguyễn Minh Châu hạ lệnh rút quân. Ngày 20-2-1954, qua tin tức trinh sát báo về, trung đoàn trưởng Nguyễn Minh Châu mới biết rằng tiểu đoàn của ông vừa đánh thẳng vào sở chỉ huy của Trung đoàn Triều Tiên thuộc Binh đoàn cơ động số 100 (GM 100) của quân Pháp mới được điều từ Triều Tiên sang. Qua điện đài, đại tá Baroux, chỉ huy GM 100 báo tin về Sài Gòn rằng binh đoàn của ông ta bị thiệt hại khoảng 2 đại đội. Sự có mặt của GM 100 ở Bắc Tây Nguyên đã bị Việt Minh nắm được.
Tháng 6 năm 1954, do lo ngại nguy cơ bị bao vây như ở Điện Biên Phủ, Bộ Chỉ huy Pháp quyết định nhanh chóng bỏ căn cứ An Khê rút về Pleiku cách đó 80 km. Binh đoàn cơ động 100 gồm 3 tiểu đoàn bộ binh và các đơn vị pháo binh, thiết giáp, công binh, thông tin... được lệnh hành quân bằng cơ giới theo Quốc lộ 19 và dự kiến sẽ hội quân với binh đoàn cơ động 42 và binh đoàn dù 1 ở cây số 22.

## Lực lượng các bên

### Quân đội Nhân dân Việt Nam
Trung đoàn 96 bộ binh (thiếu) Quân đội Nhân dân Việt Nam do Trung đoàn trưởng Nguyễn Minh Châu, Chính ủy Nguyễn Hữu Thành, Trung đoàn phó Bế Kim Doanh, quyền tham mưu trưởng Khiếu Anh Lân chỉ huy, gồm:
- Tiểu đoàn bộ binh 40 gồm 3 đại đội bộ binh do tiểu đoàn trưởng Huỳnh Hữu Anh chỉ huy.
- Tiểu đoàn bộ binh 79 (thiếu) gồm 2 đại đội bộ binh do tiểu đoàn trưởng Đỗ Hữu Đào chỉ huy.
- Hai đại đội hoả lực trực thuộc trung đoàn, trang bị 6 cối 81mm, 4 ĐKZ 57mm, 11 SKZ 60mm và một số súng phóng bom.

Ngoài ra còn có sự hỗ trợ của một số đơn vị du kích và dân công, thanh niên xung phong.

### Quân đội Pháp
Binh đoàn cơ động 100 (Groupement Mobile 100 - G.M.100) do Đại tá Barrou chỉ huy, gồm:
- Trung đoàn Triều Tiên do Trung tá Lajounie và Thiếu tá Hipolite chỉ huy. Trung đoàn được xây dựng từ tiểu đoàn Triều Tiên (Bataillon de Corée) đã tình nguyện tham gia chiến đấu ở Triều Tiên từ 1950-1953 trong đội hình sư đoàn bộ binh số 2 Hoa Kỳ, nổi tiếng vì các trận Chipyong Ni, Vonju (Wõnju), Arrowhedd Ridge ở Triều Tiên. Thành phần gồm:
  - Tiểu đoàn 1 Triều Tiên do Thiếu tá Kleinmann chỉ huy.
  - Tiểu đoàn 2 Triều Tiên do Thiếu tá Guinard chỉ huy.
- Tiểu đoàn dã chiến (Battalion de Marche) thuộc trung đoàn bộ binh thuộc địa 43 do Thiếu tá Muller chỉ huy.
- Tiểu đoàn 2 thuộc trung đoàn pháo binh thuộc địa số 10.
- Đại đội 3 thuộc trung đoàn kỵ binh thiết giáp số 5 "Hoàng gia Ba Lan".

Ngoài ra đi cùng đội hình hành quân của G.M.100 còn có tiểu đoàn khinh quân 520 người Việt.

## Diễn biến
Binh đoàn cơ động 100 rời căn cứ An Khê lúc 03 giờ 00 ngày 24 tháng 6 năm 1954. Đội hình binh đoàn được chia thành 4 cụm, với tiểu đoàn dã chiến 43 đi đầu, tiểu đoàn khinh quân 520 đi cùng đại đội thiết giáp và cơ quan chỉ huy binh đoàn, tiếp đó là tiểu đoàn 2 và tiểu đoàn 1 Triều Tiên. Mỗi tiểu đoàn đều được tăng cường 1 đại đội pháo 105mm.
Trung đoàn 96 triển khai xung quanh khu vực cây số 15 mở màn trận đánh lúc 14 giờ 20 bằng hoả lực dữ dội của súng cối, súng không giật, phóng bom và súng máy bắn chính xác vào đội hình hành quân của binh đoàn 100. Ngay trong những phút đầu tiên, các xe thông tin và xe thiết giáp đã bị phá hủy và cả ba sĩ quan cao cấp nhất của binh đoàn 100 đều bị loại khỏi vòng chiến đấu: Đại tá Barrou tư lệnh binh đoàn bị thương; Trung tá Lajouanie trung đoàn trưởng và Thiếu tá Hipolite trung đoàn phó trung đoàn Triều Tiên bị chết.
Ngay khi trận đánh bắt đầu, tiểu đoàn khinh quân 520 tan rã và bỏ chạy vào rừng. Các tiểu đoàn còn lại của Pháp dù bị bất ngờ và thiếu sự chỉ huy thống nhất vẫn cố gắng tổ chức lại lực lượng, mở nhiều đợt phản kích nhưng đều thất bại. Không quân Pháp chi viện không hiệu quả vì khoảng cách hai bên quá gần nhau. Quân Pháp phải co cụm vào một chu vi phòng thủ và tiếp tục bị hoả lực và bộ binh trung đoàn 96 tấn công gây thêm nhiều thương vong.
Lúc 17 giờ 15, các tiểu đoàn trưởng Pháp được lệnh bỏ lại toàn bộ xe cộ để vượt vòng vây về hội quân với binh đoàn 42 và binh đoàn dù 1 ở cây số 22. Sau khi thống nhất rằng không thể đưa thương binh nặng vượt qua hơn 10 km đường rừng dưới hoả lực của đối phương, họ quyết định để lại toàn bộ thương binh cùng nhân viên và trang bị quân y, chia thành các toán nhỏ rút về cây số 15.
Đến 19 giờ, toán quân Pháp cuối cùng thoát khỏi vòng vây ở cây số 15. Đến 11 giờ 30 ngày 25 tháng 6, toán đầu tiên đã liên lạc được với binh đoàn dù 1 ở cây số 22.

## Những sự kiện sau trận đánh
Binh đoàn cơ động 42, binh đoàn dù 1 và bộ phận còn lại của binh đoàn 100 tiếp tục hành quân về tới Pleiku ngày 29 tháng 6. Dọc đường, đoàn quân này bị Trung đoàn bộ binh 108 Quân đội Nhân dân Việt Nam phục kích hai lần vào ngày 28 và 29 tháng 6 gây thêm một số thương vong nữa.
Ngày 17 tháng 7 năm 1954, tiểu đoàn 1 Triều Tiên gồm 450 người và 47 xe cơ giới phối thuộc cho binh đoàn cơ động 42 đi giải toả Quốc lộ 14 giữa Pleiku và Buôn Ma Thuột đã bị Trung đoàn bộ binh 108 phục kích ở đèo Chư Đrê. Chỉ có 107 người (trong đó có 53 thương binh) thoát về được Buôn Ma Thuột.

## Kết quả trận đánh
Binh đoàn cơ động 100 bị tổn thất 85% xe cộ, 100% pháo binh và 68% trang bị thông tin, 50% súng trường và súng máy bị tịch thu. Đại đội chỉ huy binh đoàn còn lại 84 người trên tổng số 222. Tiểu đoàn 2 pháo binh còn lại 215 người trên tổng số 474. Tiểu đoàn dã chiến 43, tiểu đoàn 1 và tiểu đoàn 2 Triều Tiên, còn lại tương ứng 452, 497 và 345 người trên tổng số 834 trên danh nghĩa.. Tiểu đoàn 520 hoàn toàn tan rã, hơn 200 người bị bắt. Đại tá Barrou và nhiều sĩ quan, binh sĩ bị bắt làm tù binh. Tổng thiệt hại của phía Pháp là gần 2.000, trong đó có 500 chết.
Về phương tiện, Quân đội Nhân dân Việt Nam thu 375 xe cơ giới, có 1 xe tăng và 229 xe còn nguyên, 18 khẩu đại bác 105mm cùng rất nhiều vũ khí, khí tài, quân trang, quân dụng. Đại tướng Võ Nguyên Giáp thì đánh giá: "Đây là một trận vận động phục kích lớn, dũng cảm và linh hoạt, tận dụng được yếu tố bất ngờ, sử dụng lực lượng với hiệu quả cao, đánh trúng vào chỗ yếu của địch, bồi thêm cho chúng một đòn thất bại nặng nề...".
Về phía Quân đội Nhân dân Việt Nam, Trung đoàn bộ binh 96 có hơn 87 người chết và 200 người bị thương, lực lượng dân quân du kích và thanh niên xung phong có 60 người chết.
Ý nghĩa trận Đắk-pơ được đánh giá cao không phải chỉ vì diệt được nhiều lính Pháp, thu được nhiều xe pháo... mà là vì ý nghĩa lịch sử và những tác động mang tính chiến lược của nó. Qua các tài liệu còn lưu giữ, sau thất bại của Binh đoàn cơ động 100, các binh đoàn Pháp còn lại (10, 41, 42, 21...) rất hoang mang, tinh thần rệu rã, tình hình Pháp ở Tây Nguyên hết sức nguy khốn. Và chỉ 3 ngày sau khi rút bỏ Plei-ku, ngày 20-7-1954, Pháp đã phải hạ bút ký Hiệp định Genève, chấm dứt cuộc chiến tranh Đông Dương.